# Johann Philipp Kirnberger
Johann Philipp Kirnberger (né le 24 avril 1721 à Saalfeld et mort le 27 juillet 1783 à Berlin) est un compositeur et théoricien de la musique allemand, membre de l'École de Berlin.

## Biographie
Dès son enfance, il apprend à jouer du violon et des instruments à clavier. Après avoir fréquenté l'école de latin de Cobourg il vient compléter son instruction musicale à Gräfenroda auprès de Johann Peter Kellner. Il aura, plus tard, comme professeur, le musicien de cour Heinrich Nikolaus Gerber à Sondershausen. On ne sait déterminer avec certitude s'il a effectivement étudié auprès de Johann Sebastian Bach comme le rapporte la tradition.
Un court séjour de Kirnberger à Leipzig en 1741 est pourtant attesté, et vient en appui de cette dernière hypothèse. Après un court séjour à Dresde, il se fixe pour une plus longue période en Pologne, où il occupa différents postes, notamment en tant que claveciniste et maître de chapelle.
Au milieu de la décennie 1750-1760, Kirnberger retourne en Allemagne pour y reprendre des leçons de violon. Après une collaboration en tant que violoniste à la Chapelle royale du roi de Prusse à Potsdam, il est engagé à la chapelle de Heinrich, margrave de Rheinsberg. En 1758, il quitte ce poste afin d'assurer l'enseignement de la composition auprès de la princesse Anne-Amélie de Prusse et de remplir les fonctions de maître de chapelle et de conseiller musical à la cour de Frédéric le Grand. La plupart de ses compositions qui nous sont parvenues datent de cette époque.

## Œuvres
Kirnberger est bien connu de nos jours pour les différents tempéraments inégaux qu'il a élaborés et décrits et qui sont utilisés dans l'interprétation « authentique » des œuvres de son époque.

### Compositions
- Sonates pour flûte et basse continue (au moins quatre : si bémol majeur, do majeur, fa majeur, sol majeur)
- Sonate pour clavecin en ré majeur
- Concerto pour clavecin en ut mineur
- Cercle musical
- Motet An den Flüßen Babylons pour chœur à 4 voix et basse continue

### Orgue
- Huit fugues pour le clavecin ou l'orgue
- Deux Caprices pour clavier
  - Caprice avec des contrepoints doubles
  - Caprice sur le même sujet traité différemment
  - Allen Gott in der Hön sei Ehr (Gloire à Dieu au plus haut des cieux) prélude de choral pour orgue
- Es ist das Heil uns kommen her (Le salut nous est venu), choral pour orgue
- Gelobet seist du, Jesu Christ (Loué sois-tu, Seigneur Jésus), prélude de choral pour orgue
- Komm, O komn, du Gest des Lebens(Viens , o viens esprit de la vie) prélude de choral pour orgue
- Von himmel hoch da komm ich her (Du haut du ciel je viens ici) prélude de choral pour orgue
- Was Gott tut, das ist wohlgetan (Ce que fait Dieu est parfait), prélude de choral pour orgue
- Wer nur den lieben Gott läßt walten (Celui qui s’abandonne au bon Dieu), choral pour orgue
- Wie schön leuchtet der Morgenstern (Avec quelle splendeur brille l'étoile du matin) prélude de choral pour orgue

### Traités
- Die Kunst des reinen Satzes in der Musik ou L'Art de l'écriture pure en musique
- Die wahren Grundsätze zum Gebrauche der Harmonie ou Les bases véritables de l'utilisation de l'harmonie
- Gedanken über die verschiedenen Lehrarten in der Komposition als Vorbereitung zur Fugenkenntnis ou Réflexions sur les différentes théories de la composition pour préparer à la connaissance de la fugue
- Grundsätze des Generalbasses als erste Linien zur Kompostion ou Bases de la basse continue pour aborder la composition.

## Discographie
- Sonates pour flûte - Les Buffardins : Frank Theuns, flûte traversière ; Ewald Demeyere, clavecin ; Richte van der Merr, violoncelle (1998, Accent) (OCLC 212894837)
- An den Flüssen Babylons, motet pour chœur, dans : Motets des élèves de Bach - Vocal Concert Dresden ; Dresdner Instrumental-Concert, dir. Peter Kopp (2007, Carus 83.263) (OCLC 465671469)
- Symphonie en ré majeur, pour deux cors, cordes et basse continue, dans : Musique à la cour de Berlin - Akademie für Alte Musik Berlin (novembre 1991, Berlin Classics) (OCLC 498154910)
- Concerto en do mineur pour clavecin, cordes et basse continue, dans : Cembalokonzerte - Harpsichord Concertos de Johann Philipp Kirnberger, Johann Gottfried Müthel et Christoph Nichelmann - Berliner Barock-Compagney (2000, Capriccio)
- Musik am Berliner Hof - Music at the Berlin Court, œuvres de Christoph Nichelmann, Johann Philipp Kirnberger, Johann Joachim Quantz, Christoph Schaffrath et C.P.E. Bach par l'Akademie für Alte Musik Berlin (Berlin Classics, 1992)